# Premio Dolores Castro
El Premio Dolores Castro de Poesía, Narrativa y Ensayo escrito por Mujeres es un concurso literario que otorga una presea de 35 mil pesos a escritoras mexicanas en los distintos géneros literarios, así como la publicación de su trabajos. Es organizado por el Ayuntamiento de Aguascalientes, a través del Instituto Municipal Aguascalentense para la Cultura (IMAC) desde el año 2012.

## Historia
El certamen tuvo su primera emisión el año 2012, y lleva su nombre en homenaje a la escritora hidrocálida, Dolores Castro Varela. Desde la primera emisión, la presea así como la publicación de los trabajos se entrega en el marco del Festival Cultural de la Ciudad de Aguascalientes.
El 9 de marzo de 2012 salió la primera convocatoria del concurso, y se recibieron 11 participantes de poesía y siete de narrativa.
Aunque desde el principio la convocatoria fue nacional, las dos primeras ediciones tuvieron una mayor proyección local y la mayoría de los trabajos recibidos eran de escritoras aguascalentenses. A partir del 2014, con su tercera edición, tuvo una mayor participación de escritoras a nivel nacional y de mexicanas que viven en el extranjero.
En el 2015 se incluyó el ensayo como parte de la convocatoria; aunque ese año dicha categoría quedó desierta. En el año 2018 se sumó la categoría de dramaturgia al concurso.
En marzo de 2019 se convocó a la octava edición del certamen, a la que se sumó la categoría de ilustración.

## Galardonadas
| Año  | Poesía                                                                                 | Narrativa                                                           | Dramaturgia                                                     | Ensayo                                                                                     | Ilustración                                               | Referencias          |
| ---- | -------------------------------------------------------------------------------------- | ------------------------------------------------------------------- | --------------------------------------------------------------- | ------------------------------------------------------------------------------------------ | --------------------------------------------------------- | -------------------- |
| 2012 | Lilith y sus Hermanas de Liliana Ramírez Flores                                        | Rojo sobre Azul y Plata de María Luisa Contreras González           | -                                                               | -                                                                                          | -                                                         | [ 8 ] [ 2 ]          |
| 2013 | De muerte y rabia de Mariana Torres Ruiz                                               | Ana Leticia Romo García                                             | -                                                               | -                                                                                          | -                                                         | [ 9 ] [ 10 ]         |
| 2014 | Verde Fuego de Espíritus de Verónica González Arredondo                                | Mayo de Karla Lili Marrufo Huchim                                   | -                                                               | -                                                                                          | -                                                         | [ 11 ] [ 12 ]        |
| 2015 | Melamina de Olivia Nicté Toxqui Martínez                                               | Cuaderno negro para el ojo de Alma Karla Sandoval                   | -                                                               | -                                                                                          | -                                                         | [ 13 ] [ 14 ]        |
| 2016 | La física de la orfandad de Denisse Buendía Castañeda                                  | Señas particulares de Nidia Elizabeth Cuan Martínez                 | -                                                               | Retóricas del presente de Laura Sofía Rivero Cisneros                                      | -                                                         | [ 15 ] [ 16 ]        |
| 2017 | El virus de Munch de Carmen del Rosario Ávila Jaques                                   | Postales de Inglewood de Rosa Espinoza                              | -                                                               | Ciudades visibles de Carmen del Rosario Ávila Jaques                                       | -                                                         | [ 17 ] [ 18 ] [ 19 ] |
| 2018 | Cantos eléctricos de Marlén Deyanira Carrillo Hernández                                | Martha: una carta de Olga Jasmín Cruz Cacheux                       | El mar en la cuenca de las manos de Ingrid Liliann Chávez Bravo | Su cuerpo dejarán de Alejandra Eme Vázquez                                                 | -                                                         | [ 20 ]               |
| 2019 | Envilecidas como hienas miramos la espesura del cielo de Iza Stephanía Rangel Espinoza | La Ley de Campoamor de Ana Fabiola Fuente Montes de Oca             | Genoveva de Ana Lucila Castillo Argüelles                       | Nueva iconografía guarra de la lotería mexicana de Reneé Acosta                            | Mariana Paola Urzúa Pulido                                | [ 21 ]               |
| 2020 | Pistola de Agua de Beatriz Cristina Bello Ángeles                                      | Aura Ayar de Lilia Cristina Álvarez Ávalos                          | Tuvimos un Cuerpo de Stefanie Izquierdo Martínez                | Pina Aqua de Rocío del Carmen Martínez Soto                                                | Michelle Zermeño Díaz Vélez                               | [ 22 ]               |
| 2021 | Habitación en sombras de Beatriz Pérez Pereda                                          | Unas gotas rojas de Judith Castañeda Suarí                          | Au Pair de Michelle Amador Betancourt                           | Transparencias: sobre flotar en una estela de Daniela Paulina Quezada González             | Verónica Brujeiro Ortega                                  | [ 23 ]               |
| 2025 | Cielos oscuros, de Carla Xel-Ha López Méndez                                           | Primer lugar: Del otro lado hay luces neón, de Erika Said Izaguirre | Golpe de estado, de Adriana López Ruiz                          | Tres tristes tópicos: desaparición, suicidio y barbarie, de Kennia Poulet Rosado Cervantes | Por donde sale el sol, de María Berenice Álvarez Martínez | [ 24 ]               |